# Chiungutwa
Chiungutwa ist ein Verwaltungsbezirk (englisch Ward) des Distrikts Masasi in der tansanischen Region Mtwara.

## Geografie
Chiungutwa liegt im Südosten von Tansania etwa 30 Kilometer südöstlich der Distrikthauptstadt Masasi. Der Bezirk grenzt im Norden an Nanjota und Mijelejele, im Osten an Mbuyuni, im Süden an Lupaso und im Westen an Mpeta. Bei der Volkszählung 2022 lebten 9694 Menschen in 2972 Haushalten auf einer Fläche von 87 Quadratkilometern.

## Gliederung
Der Bezirk besteht aus sechs Gemeinden (Mtaa) mit 32 Orten (Kitongoji):
| Chiungutwa - Chiule - Magereza - Mchangani - Namasimba - Msikitini - Kilimanihewa | Maugura - Maugura - Mnalawina - Mkwajuni - Ghalani | Misechela - Mapinduzi - Nangose - Misechela - Mdenganamadi - Lisanje | Mipande - Jida - Chang’ombe - Songambele - Msigalile - Kalipinde Juu | Chilimba - Chilimba - Misufini - Liunga - Lilokote - Tupendane - Miembeni - Mikoroshoni | Kalipinde - Kalipinde - Kisiwani - Mwiti - Joshoni - Satmah |

## Infrastruktur
- Bildung: Die Chiungutwa Secondary School ist eine staatliche weiterführende Schule, die Tages- und Internatsschüler bis zur 4. Stufe ausbildet.[8]
- Gesundheit: In Chiungutwa liegt ein staatliches Gesundheitszentrum.[9]
- Verkehr: Durch den Bezirk verläuft die teilweise asphaltierte Regionalstraße von Masasi nach Newala.[10]